# In toto
in toto (lat. „im Ganzen“, „vollständig“) ist ein bildungssprachlicher Begriff, der u. a. als fachlicher Terminus in der Medizin Verwendung findet. Dort beschreibt er beispielsweise, dass ein Tumor im Ganzen entfernt wurde.